# Wilhelm G. Niemöller
Wilhelm G. Niemöller (* 9. März 1928 in Schlüsselburg; † 21. Februar 2017 in Lemgo) war ein deutscher Maler, Bildhauer und Lyriker.

## Leben
Wilhelm G. Niemöller, Sohn des Pfarrers Wilhelm Niemöller, wuchs in Bielefeld auf. Er besuchte das Ratsgymnasium Bielefeld, wurde im Zweiten Weltkrieg Luftwaffenhelfer und geriet in britische Kriegsgefangenschaft.
Seine künstlerische Ausbildung erhielt er ab 1946 an der Werkkunstschule Bielefeld und am Institut für Malerei und Graphik der Philipps-Universität Marburg. Er studierte zudem Theologie und Anglistik an deutschen Universitäten und als Stipendiat am Trinity College Dublin.
Wilhelm G. Niemöller lebte seit Beginn der 1960er Jahre in Lemgo. Er arbeitete bis zu seiner Pensionierung als Lehrer, führte aber seine künstlerische Tätigkeit parallel dazu fort.
Sein politisches Engagement in den 1960er und 1970er Jahren mündete u. a. in der Mitherausgabe der von 1966 bis 1968 erscheinenden Zeitschrift „Die Liebe. Unabhängige Zeitschrift für Politik, Humanität, Glauben“, für die er u. a. namhafte Personen des Zeitgeschehens wie Helmut Gollwitzer und Schalom Ben Chorin als Autoren gewinnen konnte.
Mit dem Literaturkritiker und Kunstsammler Jürgen P. Wallmann, einem Fürsprecher seiner Kunst, verband ihn eine jahrzehntelange Freundschaft.

## Künstlerisches Schaffen
Im Mittelpunkt von Niemöllers Werk steht der Mensch. Seine Themen sind die individuelle Wahrnehmung, das wahrgenommen Werden und die Bedingungen von Wahrnehmung.
Die Schwerpunktsetzung zeigt sich schon in den aus den 1960er Jahren stammenden, teils leuchtend farbig gefassten figürlichen Monotypien.
Sie wird ab Ende der 1960er Jahre in seinen unter Verwendung von aufgefundenen Teilen komponierten Holzskulpturen fortgeführt. Niemöller selbst bezeichnete seine holzbildhauerischen Arbeiten als wichtigsten und wohl originellsten Teil seines Schaffens. „Die Kunst, ja das Leben selbst" erscheint ... "als ein oft bitter-ernstes Spiel, bei dem fast alles möglich ist“.
Im Laufe seiner künstlerischen Tätigkeit befasste sich Wilhelm G. Niemöller mit den verschiedensten Techniken. So zählen neben Monotypien und Holzskulpturen u. a. auch Zeichnungen, Aquarelle, Lithografien, Gemälde und Scherenschnitte, Bronzen und Filzobjekte zu seinem Werk. Es war Niemöller wichtig, sich künstlerisch nicht zu wiederholen, sondern stets neue Herausforderungen anzunehmen und seine künstlerische Botschaft aktuell zu halten.
In den 1990er Jahren setzte sich Wilhelm G. Niemöller verstärkt mit dem Sehen an sich und als Voraussetzung für die Rezeption darstellender Kunst auseinander. So schuf er eine Serie kleinformatiger Arbeiten unter Verwendung von Blindenschrift, in denen er durch das Prägen von Karton Braille-Texte und Illustrationen verband. Der Blinde, der die Kunstwerke abtastet, „sieht“ Landschaften, figürliche Szenen und liest Texte – etwa den Satz „Ich will hier raus“ in einem geschlossenen, gestanzten Rechteck. Der Sehende […] dagegen bleibt blind für diese Botschaft.
Seine etwa zeitgleich entstandenen Scherenschnitte spielen durch die Verwendung von präparierten Packpapieren mit dem optischen Eindruck der Dreidimensionalität. Die Scherenschnitte "...suggerieren Plastizität, die nicht da ist und die auch nicht mit der Plastizität der Figuren übereinstimmt – das ist Arbeit für die Augen ..."
Um das Jahr 2000 entdeckte Niemöller die Technik der Überzeichnung für sich. Textseiten und fotografische Reproduktionen seiner Arbeiten aus eigenen Ausstellungskatalogen bilden die Materialbasis, die nun zur Grundlage variantenreicher Neuinterpretationen wurde.
Zu Niemöllers Schaffen gehören auch Gedichte auf Deutsch und Englisch. Sie erschienen in internationalen literarischen Magazinen in Rom, Belfast, New York und Granada.

## Rezeption
Als Verfechter der Notwendigkeit stetigen Wandels blieb Niemöller den Mechanismen des Kunstmarktes gegenüber skeptisch.
Wilhelm G. Niemöller hatte Ausstellungen im europäischen Ausland, war aber ein besonders in seiner Heimat Ostwestfalen-Lippe beachteter Künstler. Vor allem hier stellte er seine Kunst regelmäßig der Öffentlichkeit vor.
Im Jahr 2012 wurden im Rahmen eines Projektes der Hochschule Ostwestfalen-Lippe wurden von Designstudenten mehrere Entwürfe für eine Website mit dem Ziel der Veröffentlichung aller seiner etwa 3000 Werke erstellt. Dabei wurde er mit einigen seiner Skulpturen und Objekte porträtiert. Die Entwürfe wurden der Öffentlichkeit präsentiert.

## Ehrungen
- 2001: Kulturpreis des Landesverbandes Lippe
- 2008: Eintragung ins Goldene Buch der Alten Hansestadt Lemgo

## Ausstellungen (Auswahl)
Wilhelm G. Niemöller hatte zahlreiche Einzelausstellungen, unter anderem in Dublin, Bonn, Edinburgh, Bern, Granada, London und Kaunas. Seine erste war 1952 in Göttingen.
Von 1983 bis 1995 beteiligte Niemöller sich mit figürlichen Arbeiten an den Jahresgaben der Kestner Gesellschaft Hannover.
Zahlreiche Einzelausstellungen fanden zudem in Lippe statt. Im Jahre 2008, anlässlich seines 80. Geburtstages, wurde ihm eine Retrospektive in der Domäne von Schloss Brake bei Lemgo gewidmet.